# 内蒙古自治区文学艺术界联合会
内蒙古自治区文学艺术界联合会，简称内蒙古文联，是中华人民共和国内蒙古自治区文学艺术工作者组成的人民团体，是中国文学艺术界联合会的团体会员，受中国共产党内蒙古自治区委员会的领导。
内蒙古自治区文联的最高权力机构为内蒙古自治区文学艺术界联合会代表大会和由它产生的内蒙古自治区文学艺术界联合会委员会。